# 穆罕默德·胡斯尼·譚林
穆罕默德·胡斯尼·譚林（1894年2月16日—1941年1月11日），荷屬東印度（今印度尼西亞）政治思想家，死後獲追封為印度尼西亚民族英雄。

## 生平
譚林出身自官宦世家，祖父奧爾特（Ort）是英國人，在當地經營一家酒店。奧爾特過世後，他的兒子，也就是譚林的父親——譚林·穆罕默德·塔布里便由在土著法院擔任檢察官的爪哇族舅父養育成人，所以他就把舅父的本名當作父名。譚林的父親也從政，在1906年去職前曾當上荷屬東印度總督約翰·科尼利斯·凡德維克之下，巴達維亞某區的區長，即是當地民政機關的二級官員。
譚林於1894年2月16日在荷屬東印度巴達維亞韦尔特夫雷登（今雅加达中區沙哇勿刹）出生，在巴達維亞威廉三世國王學校完成中學課程之後，曾經先後到县丞署（Kantor Kepatihan）、駐紮官府（Kantor Residen）和航運公司荷蘭皇家郵船公司任職。他在1919年獲任命為巴達維亞市議員之後曾經對市議會發揮重大的影響力，甚至因此獲殖民政府擢升為副市長。不過，他在1927年當選荷屬東印度人民議會議員後不久卻聯合東印度群島10個民族主義組織，組成民族黨團（Fraksi Nasional），以集中力量在議會內抗衡反對印尼民族主義的祖國社（Vaderlandsche Club）。和後來成為大印度尼西亞黨（Partai Indonesia Raya, Parindra）主席的拉登·蘇托莫一樣，譚林認為印尼人可以和荷蘭殖民政府合作，並藉此實現爭取獨立的目標。
譚林曾經以人民議會議員的身分和庫蘇蒙·烏托約（Kusumom Utoyo）前往蘇門答臘東部，視察當地菸草種植園工人的工作情況。他們對工人被剝削的現象感到厭惡，在回程後譚林隨即發表演講，譴責這些種植園主。他還批評當局准許賭博活動和對觸犯輕微罪行的人士施行體罰的作法。到了1935年，他還成為大印度尼西亞黨的創黨黨員。
1938年蘇托莫醫生逝世後，譚林便成為大印度尼西亞黨的副主席。他曾經在1939年一次人民議會會議上提出以「印尼」、「印尼的」和「印尼人」（Indonesia, Indonesisch, Indonesier）這些具有民族主義色彩的字眼取代「荷屬東印度」、「荷屬東印度的」和「土著」（Nederlands Indie, Nederlands Indisch, Inlander）這種荷蘭人使用的字眼。這項動議獲得了人民議會大多數議員的支持，卻被荷蘭殖民當局否決。之後殖民政府便開始監視譚林的活動。不過令譚林感到非常困惑的是，官方卻在1940年開始考慮採納這項建議。
譚林在1939年聯合大印度尼西亞黨和當地另外七個民族主義組織，帶頭成立印度尼西亞政治聯盟（, GAPI）。這個組織的宗旨是：爭取印尼人的民族自決權、團結印尼民族、改行議會制，按照民主程序選出一個能夠回應當地群眾訴求的執政黨，以及促使印尼人和荷蘭人共同對抗法西斯主義。
譚林生前和東印度群島日裔社群的關係很好，卻在1941年1月6日被荷蘭殖民政府以「和日本人串謀」為由軟禁，並於五天後因病逝世。譚林身後安葬於雅加達中區卡勒特比瓦克公墓。

## 影響

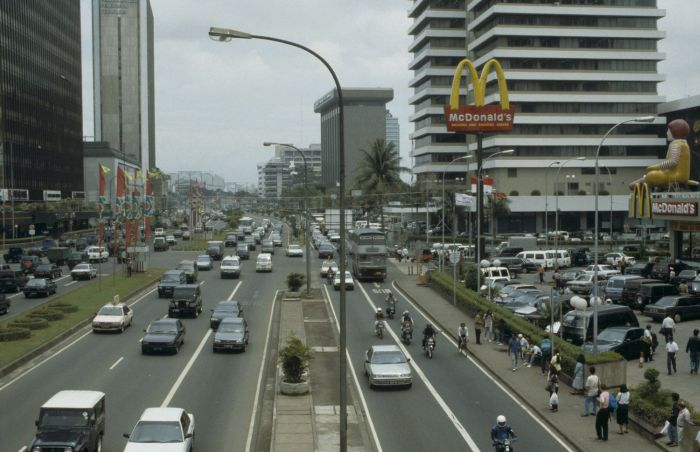
雅加達M·H·譚林街（攝於1993年）

以他命名的印尼事物包括位於雅加達中區的主幹道——M·H·譚林路、位於雅加達東區，為智商高於120的學生而設的國立穆罕默德·胡斯尼·譚林資優中學，以及由譚林位於雅加達中區老巴剎克纳里街（Kenari）的故居改建而成，以他的生平為展覽主題的博物館。雅加達設有兩座譚林雕像，一座是位於印尼國家紀念塔附近的譚林頭像，另一座則是位於譚林博物館前方的譚林全身像。2016年印度尼西亞銀行發行的2,000印尼盾鈔票也印有譚林的肖像。
印尼政府在1960年向他追授印度尼西亚民族英雄稱號。

## 腳註
1. ↑  Sluimers 1998，第422頁.
2. 1 2  Soedarmanto 2007，第14頁.
3. 1 2 3 4 5 6 7 8  JCG, Mohammad Hoesni Thamrin.
4. ↑  Elson 2008，第60頁.
5. ↑  Soedarmanto 2007，第13頁.
6. ↑  Elson 2008，第92頁.
7. ↑  Kahin 1952，第96–97頁.
8. ↑  Elson 2008，第63頁.
9. ↑  The Jakarta Post 2009, Even after you.
10. ↑  JCG, Gedung Muhammad Husni.
11. ↑  JCG, Husni Thamrin, Patung.
12. ↑  Ayomi 2016.
13. ↑  Kementerian Sosial 2010, Daftar Nama Pahlawan.